# UNMIK

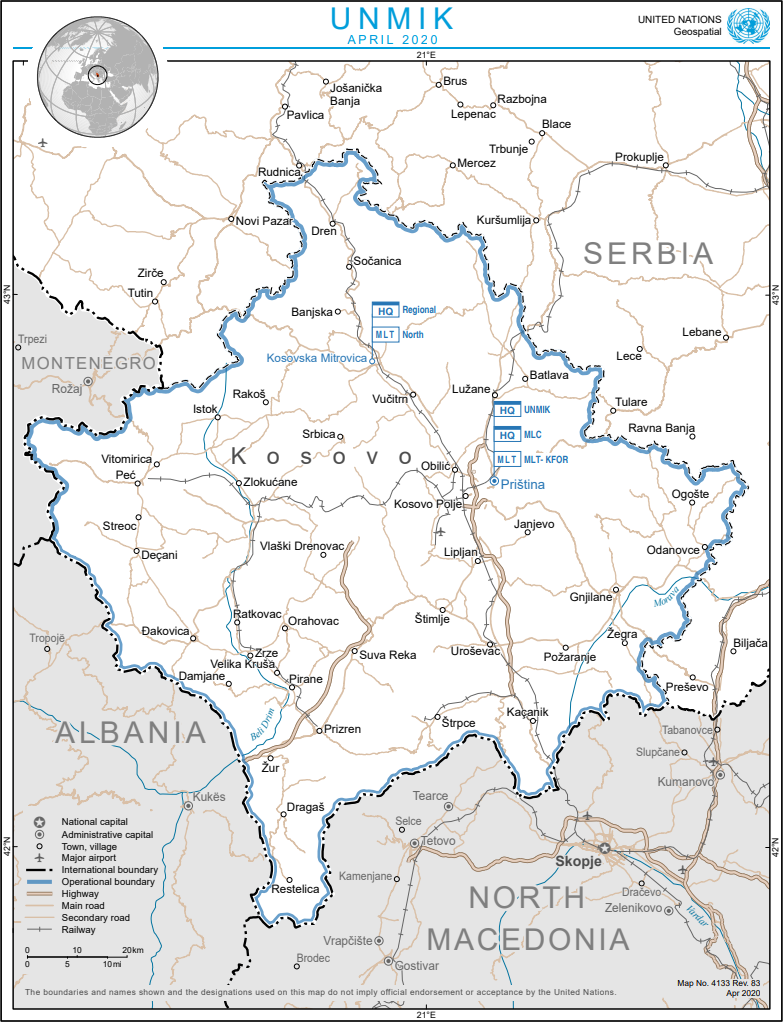
UNMIK-gebied

UNMIK staat voor de United Nations Interim Administration Mission in Kosovo (Nederlands: Missie van de Verenigde Naties voor Interim-bestuur in Kosovo) en is een missie van de Verenigde Naties in Kosovo. De missie wordt geleid door een Speciale Gezant van de secretaris-generaal van de Verenigde Naties.
Deze Speciale Gezant heeft op basis van resolutie 1244 van de Veiligheidsraad van juni 1999 het bestuur over Kosovo. In 2016 was deze gezant de Afghaan Zahir Tanin. Na verloop van VN-Veiligheidsraadresolutie 1244 en de bepaling van de toekomstige status van Kosovo, waarover onderhandelingen zijn begonnen onder leiding van een andere gezant van de secretaris-generaal van de VN, te weten Martti Ahtisaari, zal UNMIK ophouden te bestaan.

## De medaille
Zoals gebruikelijk verleende de secretaris-generaal van de Verenigde Naties een van de Medailles voor Vredesmissies van de Verenigde Naties voor de deelnemers. Deze UNMIK Medaille wordt aan militairen en politieagenten verleend.

## Lijst van Speciale Gezanten[2]
| #  | Naam                   | Geboren/overleden | Van              | Tot              | Land        |
| -- | ---------------------- | ----------------- | ---------------- | ---------------- | ----------- |
| 1  | Sérgio Vieira de Mello | 1948–2003         | 11 juni 1999     | 14 juli 1999     | Brazilië    |
| 2  | Bernard Kouchner       | 1939–             | 15 juli 1999     | 12 januari 2001  | Frankrijk   |
| 3  | Hans Haekkerup         | 1945–             | 13 januari 2001  | 31 december 2001 | Denemarken  |
| 4  | Michael Steiner        | 1949–             | 14 februari 2002 | 8 juli 2003      | Duitsland   |
| 5  | Harri Holkeri          | 1937–2011         | 25 augustus 2003 | 11 juni 2004     | Finland     |
| 6  | Søren Jessen-Petersen  | 1945–             | 16 augustus 2004 | 30 juni 2006     | Denemarken  |
| 7  | Joachim Rücker         | 1951–             | 1 september 2006 | 20 juni 2008     | Duitsland   |
| 8  | Lamberto Zannier       | 1954–             | 20 juni 2008     | 1 juli 2011      | Italië      |
| 9  | Farid Zarif            | 1951–             | 12 oktober 2011  | 29 augustus 2015 | Afghanistan |
| 9  | Zahir Tanin            | 1956–             | 9 oktober 2015   | november 2021    | Afghanistan |
| 10 | Caroline Ziadeh        |                   | november 2021    |                  | Libanon     |